# Eltroplectris janeirensis
Eltroplectris janeirensis är en orkidéart som först beskrevs av Paulo Campos Porto och Alexander Curt Brade, och fick sitt nu gällande namn av Guido Frederico João Pabst. Eltroplectris janeirensis ingår i släktet Eltroplectris och familjen orkidéer. Inga underarter finns listade i Catalogue of Life.